# ХК Кошице
ХК Кошице (слч. HC Košice) је словачки хокејашки клуб из Кошица. Клуб се тренутно такмичи у Словачкој екстра лиги.

## Историја
Клуб је основан 1962. као војни клуб под именом TJ Dukla Košice. Пре оснивања овог клуба у Кошицама су постојала два слаба регионална клуба. Две године од оснивања клуб се пласирао у Хокејашку лигу Чехословачке. Године 1966. мењају име у TJ VSŽ Košice. Под овим именом постају шамиони Чехословачке 1986. победивши у финалу Дукла Јихлаву. Исти успех су поновили две године касније када су у финалу победили Спарту Праг.
Након осамостаљења Словачке хокејаши Кошица су били шест пута прваци Словачке. Кошице је 2008. године освојио Континентални куп.
Клуб утакмице као домаћин игра у Стил арени капацитета 8.378 места.

## Трофеји
- Словачка екстра лига:
  - Првак (6) :1994/95, 1995/96, 1998/99, 2008/09, 2009/10, 2010/11

- Хокејашка лига Чехословачке:
  - Првак (2) :1985/86, 1987/88

- Континентални куп:
  - Првак (1) :2007/2008.